# David L. Clarke
David Leonard Clarke (Kent, 3 de noviembre de 1937 – Cambridge, 27 de junio de 1976) fue un arqueólogo y académico inglés. Es conocido por ser uno de los pioneros de la arqueología procesual en Europa.

## Biografía
Clarke nació en Kent, Inglaterra, el 3 de noviembre de 1937. Estudió en Peterhouse (Cambridge), donde obtuvo su licenciatura en 1959 y el doctorado en 1964 bajo la supervisión de Grahame Clark. Se convirtió en miembro de Peterhouse en 1966.
Tuvo un fuerte impacto en la arqueología europea a partir de sus trabajos como docente y la publicación de varios artículos y libros. De éstos se destacan aquellos sobre arqueología analítica, que fueron fundamentales para transformar la arqueología en la década de 1970; convirtiéndose en uno de los principales impulsores de la Nueva Arqueología.
En sus investigaciones demostró la importancia de la teoría de sistemas, la cuantificación y el razonamiento científico en arqueología, e integró firmemente la ecología, la geografía y la antropología comparada en el ámbito de la disciplina. Aunque nunca fue realmente aceptado por la jerarquía de Cambridge, sus estudiantes lo apreciaban por su actitud práctica e inclusiva hacia ellos. En 1970, publicó su tesis doctoral sobre la cerámica campaniforme británica e irlandesa.
En 1975 y 1976, Clarke dirigió una excavación del recinto de calzada de Great Wilbraham, cerca de Cambridge.
Clarke murió el 27 de junio de 1976 en Cambridge como resultado de una trombosis derivada de una gangrenosa torsión intestinal.

## Publicaciones seleccionadas
- Clarke, David L. (1968). Analytical Archaeology. Methuen. ISBN 0-416-42850-9. (versión en español: Clarke, David L. (1984). Arqueología analítica. Madrid: Bellaterra, Ediciones S.A. ISBN 9788472900400.)
- Clarke, David L. (1970). Beaker Pottery of Great Britain and Ireland. Cambridge: Cambridge University Press. p. 576. ISBN 0-521-07249-2.
- Clarke, David L. (1972). Models in Archaeology. London: Methuen. ISBN 0-416-16540-0.
- Clarke, David L. (1977). Spatial Archaeology. Boston: Academic Press. ISBN 0-12-175750-1.
- Clarke, David L. (1979). Analytical Archaeologist: Collected Papers of David L. Clarke. Boston: Academic Press. ISBN 0-12-175760-9.